# Sladkorna glava (gora)
Sladkorna glava (portugalsko Pão de Açúcar, izgovorjava [ˈpɐ̃w dʒ(i) ɐˈsukaʁ]) je vrh v Riu de Janeiru v Braziliji na polotoku ob ustju zaliva Guanabara. Vrh, ki se dviga 396 m nad pristaniščem, je poimenovana po svoji podobnosti s tradicionalno obliko zgoščenega rafiniranega sladkorja. Po vsem svetu je znana po žičnici in panoramskem razgledu na mesto in širše.
Gora je ena od več monolitnih granitnih in kremenčevih gora, ki se dvigajo naravnost iz vodnega roba okoli Ria de Janeira. Geološko gledano velja za del družine strmih skalnih izdankov, znanih kot osamelec.
Gorje zavarovana kot Naravni spomenik Sladkorna glava in Urca Hill, ustanovljen leta 2006. Postal je del svetovne dediščine, ki jo je Unesco razglasil leta 2012.

## Izvor imena
Ime Pão de Açúcar (Sladkorna glava) so v 16. stoletju skovali Portugalci v času razcveta trgovine s sladkornim trsom v Braziliji zaradi uvoza sladkorja iz portugalskega osvajanja Goe, pravi zgodovinar Vieira Fazenda. Bloki sladkorja so bili postavljeni v stožčaste kalupe iz gline za prevoz na ladjah. Oblika vrha jih je spomnila na dobro znano obliko 'sladkorne glave', vzdevek pa je bil od takrat razširjen v splošni deskriptor za tovrstne formacije.

## Žičnica
Žičnica s steklenimi stenami (bondinho ali, bolj formalno, teleférico), ki lahko sprejme 65 ljudi, vozi po 1400 m dolgi poti med vrhovi Sladkorne glave in Morro da Urca vsakih 20 minut. Prvotna žičnica je bila zgrajena leta 1912 in obnovljena okoli 1972–73 in leta 2008. Žičnica gre od zemeljske postaje ob vznožju Morro da Babilônia do Morro da Urca in od tam do vrha Sladkorne glave.
Žičnico si je leta 1908 zamislil inženir Augusto Ferreira Ramos, ki je za promocijo njene gradnje poiskal podporo pri znanih osebnostih visoke družbe Ria. Odprta leta 1912 je bila šele tretja zgrajena žičnica na svetu. Leta 1972 so bile kabine posodobljene, njihova zmogljivost je zrasla z 22 na 75, leta 1979 pa so se pojavile v akcijski sceni za film Jamesa Bonda Moonraker. Danes jo dnevno obišče približno 2500 obiskovalcev. Prve kabine so bile lesene in so bile v uporabi 60 let. Prvotno se je žičnica ustavila na Urci. 8. januarja 1983 je bila podaljšana na goro Sladkorna glava.
Prvi del proge, od začetne postaje do postajališča Morro da Urca, je dolg 600 metrov, z največjo hitrostjo 6 m/s (22 km/h). Morro da Urca je na nadmorski višini 220 metrov. Vsebuje kavarno, okrepčevalnico, restavracijo, stojnice s spominki in otroško igrišče. Drugi del proge, Morro da Urca do Sladkorne glave, je dolg 850 metrov, z največjo hitrostjo 10 m/s (36 km/h). Zadnji del do 396 metrov višine, zlasti proti vrhu, je zelo strm.
kabine v obliki mehurčkov, izdelane v Švici, ponujajo potnikom 360° pogled na okoliško mesto. Vzpon traja tri minute.

### Časovnica
- 1907 – brazilski inženir Augusto Ferreira Ramos je imel idejo o povezovanju hribov s potjo v zraku.
- 1910 – Isti inženir je ustanovil Društvo sladkorne glave in istega leta so se začela dela. Projekt je bil naročen v Nemčiji, zgradili pa so ga brazilski delavci. Vsi deli so bili dostavljeni s plezanjem po gori ali dvignjeni z jeklenicami.
- 1912 – odprtje žičnice, prve v Braziliji in tretje te vrste na svetu;[8] prve žičnice so bile izdelane iz premazanega lesa in so jih uporabljali 61 let.
- 1973 – Začeli so delovati trenutni modeli kabin. S tem se je nosilnost povečala za skoraj desetkrat.
- 2009 – otvoritev naslednje generacije žičnice, ki so že bile kupljene in so na ogled ob vznožju Rdeče plaže
- 2020 – Zaprto marca in ponovno odprto avgusta, potem ko je bil zaprt skoraj 5 mesecev.[9][10]

## Plezanje
Obstajajo plezalne poti, ki so večinoma večslojne in so mešanica športa in tradicionalenga plezanja. Na tem območju sta tudi dve drugi gori s tehničnim plezanjem, Morro da Babilônia in Morro da Urca. Skupaj tvorita eno največjih mestnih plezališč na svetu z več kot 270 smermi, dolgimi od 1 do 10 raztežajev.

## Pojavljanje v medijih
- V filmu Flying Down to Rio iz leta 1933 (med drugim s Fredom Astaireom in Ginger Rogers) ima pogled na zaliv in proti Sladkorni glavi hotel Atlântico ob plaži.
- V filmu o Jamesu Bondu iz leta 1979 Moonraker skuša zlobni privrženec Jaws (ki ga igra Richard Kiel) na žičnici ubiti 007 (Roger Moore) in agentovo zaveznico dr. Holly Goodhead (Lois Chiles). Vendar Bond in Goodhead pobegneta, Jaws pa trči v stavbo na dnu proge žičnice in jo poruši, vendar se reši nepoškodovan.
- Herb Alpert je za svoj album Fandango iz leta 1982 posnel pesem z naslovom Sladkorna glava.
- Gora in žičnica sta predstavljeni v epizodi Simpsonovih Kriva je Lisa, ki je bila predvajana leta 2002.
- Mehanik: Vstajenje (2016), v katerem igra Jason Statham. Na začetku filma je Arthur Bishop (Statham) napaden v restavraciji na Morro da Urca in pobegne na strehi žičnice.
- Resničnostna tekmovalna oddaja 007: Pot do milijona iz leta 2023, spin-off franšize o Bondu, je v dveh epizodah prikazala Sladkorno glavo. Dva od udeležencev šova sta se povzpela na goro, preden sta se povzpela zunaj žičnice, kot poklon Moonrakerju.[12]

## Galerija

### Sladkorna glava v umetnosti od 16. do 19. stoletja
- Ustanovitev Ria de Janeira leta 1565. V ozadju je prikazana Sladkorna glava.
- Pogled na Sladkorno glavo s terase 'Convento de Santo Antônio, ok. 1816. Slika Nicolas-Antoine Taunay.
- Pogled na Sladkorno glavo s ceste Silvestre, ok. 1823. Slika Charlesa Landseerja.
- Brazilski cesar Peter I. (tudi portugalski kralj kot Peter IV.) s svojo krono in Sladkorno glavo v ozadju, ok. 1825
- Sladkorna glava in cerkev Nossa Senhora da Glória do Outeiro (Naše Gospe Slave s hriba), kot je videti iz soseske Glória, ok. 1846. Slika Eduarda Hildebrandta.